# Tramwaje w Biel/Bienne
Tramwaje w Biel/Bienne − zlikwidowany system komunikacji tramwajowej w szwajcarskim mieście Biel/Bienne. 

## Historia
Pierwsze tramwaje na ulice Biel/Bienne wyjechały 18 sierpnia 1877, były to tramwaje konne. Linia prowadziła od Nidau przez Bieler Bahnhof do Bözingen. W 1901 miasto wykupiło spółkę obsługującą tramwaje i rozpoczęto modernizację sieci między innymi poprzez zmianę rozstawu toru z 1435 mm na 1000 mm. W 1902 uruchomiono tramwaj elektryczny pomiędzy Nidau a Bözingen. W 1913 do sieci tramwajowej włączono linię do Mett, a w 1916 przyłączono kolejną linię Biel-Täuffelen. W 1926 pojawiły się pierwsze autobusy, a później także trolejbusy i rozpoczęto zastępowanie tramwajów liniami trolejbusowymi, które istnieją do dzisiaj. Ostatnią linię zamknięto 8 grudnia 1948. 
Obecnie czynione są starania budowy nowej linii, która ma połączyć Biel/Bienne Bözingenfeld przy stacji kolejowej z miejscowością Ins. W 2014 mają rozpocząć się prace budowlane, a w 2018 ma nastąpić otwarcie linii. Linia będzie miała długość 27 km. Koszt całego projektu wynosi 200 mln CHF. Pomiędzy  Ins i Ipsach linia tramwajowa ma przebiegać po linii kolejowej BTI-Bahn. 

## Galeria

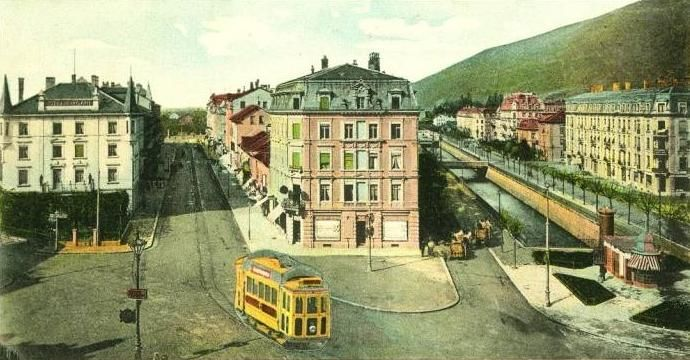
Tramwaj na Zentralplatz
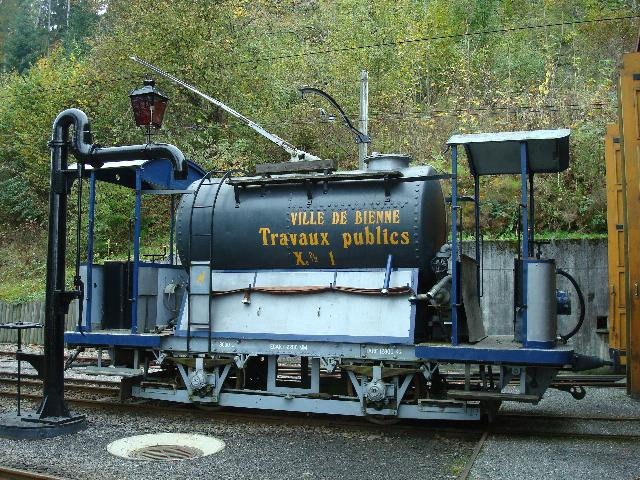
Zachowany tramwaj Xe 2/2 1 w Museumsbahn Blonay-Chamby (BC)
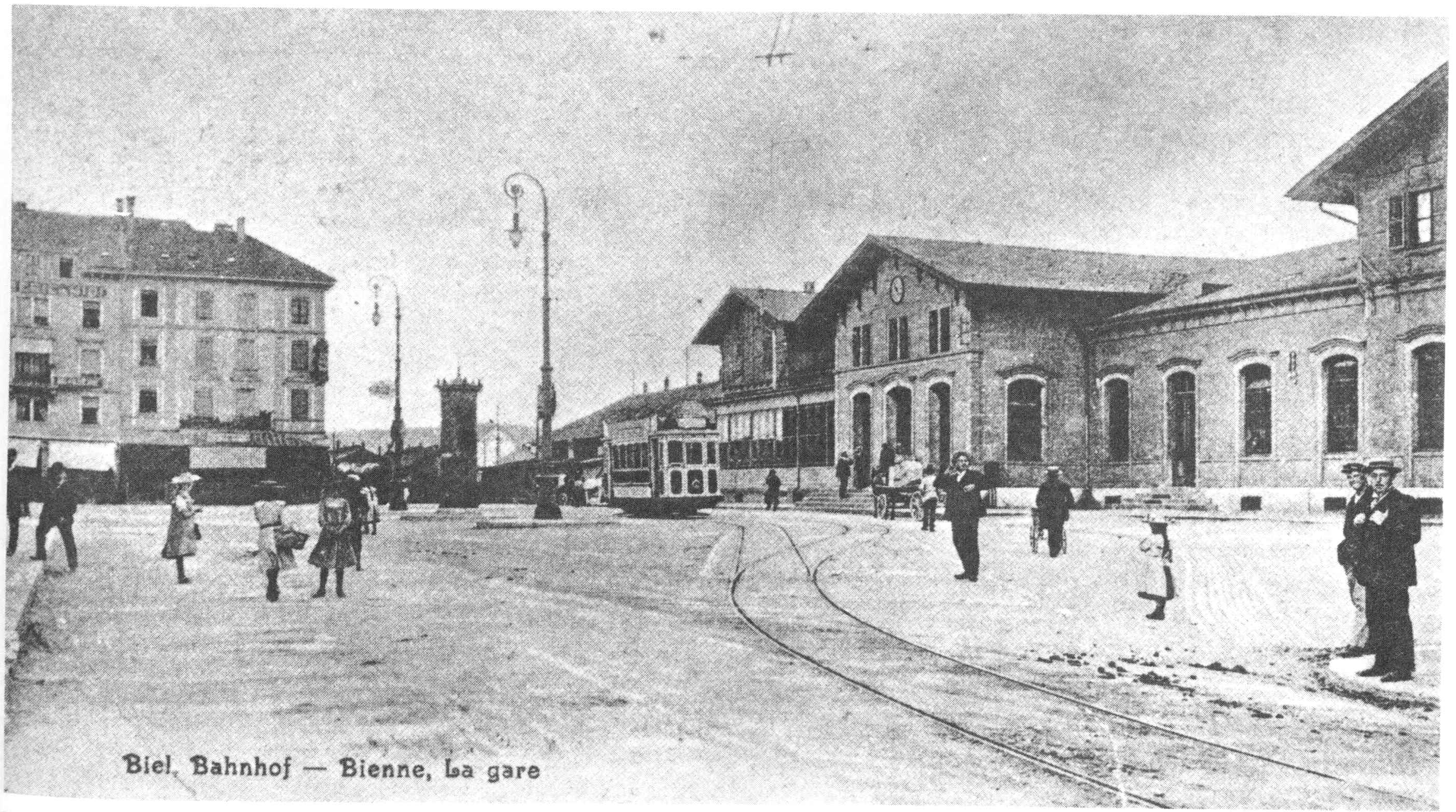
Dworzec kolejowy z tramwajem przed dworcem